# Andrena rufescens
Andrena rufescens är en biart som beskrevs av Pérez 1895. Andrena rufescens ingår i släktet sandbin, och familjen grävbin. Inga underarter finns listade i Catalogue of Life.